# Verkkosaari (ö i Norra Karelen, Pielisen Karjala, lat 63,37, long 30,53)
Verkkosaari är en ö i Finland. Den ligger i sjön Neitijärvi och i kommunen Lieksa i den ekonomiska regionen  Pielinen-Karelen  och landskapet Norra Karelen, i den östra delen av landet, 500 km nordost om huvudstaden Helsingfors. Öns area är 0,2 hektar och dess största längd är 60 meter i nord-sydlig riktning.